# 竹入メモ
竹入メモ（たけいりメモ）とは、1972年7月に行われた中国の周恩来首相と公明党委員長の竹入義勝の会談において、竹入が記録したメモ。第1次田中角栄内閣が同年9月に訪中し、直接交渉を開始する重要な契機となったとされる。
竹入と周の会談内容は1980年5月23日に朝日新聞が初めて公表。2001年に外務省が機密指定を解除した。メモは罫線紙で56枚に及ぶことが明らかとなった。

## 沿革

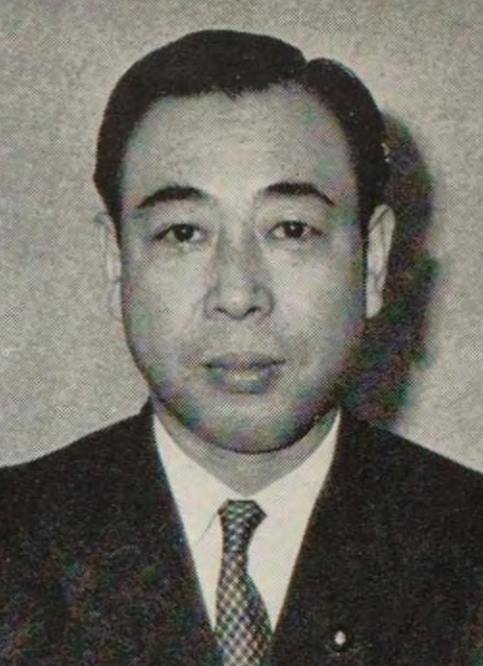
竹入義勝

1971年7月2日、竹入義勝を団長とする公明党第一次代表団は北京で、王国健を代表とする中日友好協会代表団と共同声明を行った。その中で公明党側は「中華人民共和国は唯一の合法政府」などとする五原則を明らかにした。その直後、7月9日から11日にかけて、米国のヘンリー・キッシンジャー大統領補佐官が周恩来首相と北京で会談を行った。キッシンジャーから報告を受けたリチャード・ニクソン大統領は7月15日、それまで極秘で進めてきた米中交渉を明らかにし、自身の訪中計画を電撃的に発表した。
1972年5月15日、二宮文造副委員長を団長とする公明党第二次代表団は周恩来と会談。その際、周は「もし田中角栄が首相になり、訪中して中日両国問題を話し合いたいというのであれば、歓迎する」と伝えた。
周の読み通り、同年7月5日の自民党総裁選で田中は勝ち、首相の座に就いた。7月16日には社会党委員長の佐々木更三が周と会談した。
田中角栄政権は日中国交正常化で支持を集めて成立したが、自民党内には親台湾（中華民国）派が強く、田中角栄は日中国交正常化には慎重であった。竹入は2回目の訪中の前に田中のほか大平正芳外相と4回会い、政府の腹積もりをただしたが、その時点では具体的な考え方は示されなかったという。そこで公明党は、日中国交正常化に反対する日本国内の勢力をも納得させうると考える条件を十数項目にまとめた。
1972年7月25日、竹入、正木良明、大久保直彦らは羽田を出発し、香港経由で北京に到着。竹入は到着直後、「竹入試案」と呼ばれる上記の十数項目の条件を中日友好協会長に手渡した。竹入と周の会談は同月27日から始まった。7月29日の3回目の会談で周は日中共同声明の草案を読み上げた。それは「竹入試案」に応えたもので、中国側の草案を竹入は記録した。この記録が竹入メモである。
竹入は帰国した翌日である8月4日に首相官邸を訪れ、田中角栄と外務大臣の大平正芳に竹入メモを手渡す。翌8月5日に田中角栄と大平正芳はホテルニューオータニで会談して、田中角栄は竹入メモは本物であると確信すると、その場で訪中を決断した。
竹入が書いた記録は、外務省条約局長であった栗山尚一に「条約局からみて信頼できるのは竹入メモだけでした」と言わしめるほどに交渉の推移を決定づけたと考えられ、大平正芳の秘書であった藤井宏昭は、「中国は日本には戦後賠償を要求しない」としていた点が重要であったとする。竹入メモの一番大きなところには中国は賠償金は取らないと書かれていた。大平正芳が田中角栄に会いに行ったときには藤井宏昭は待っていて、帰りの車で大平正芳から田中角栄はもう訪中を決めたということを聞かされていた。
滝野雄作は2002年に竹入メモを入手し、これのコピーを持って当時外務省アジア局中国課長であった橋本恕を訪れる。橋本恕は当時に大平正芳から手渡されて一読して、これならば日中国交回復できると確信したと語った。